# Нототениевидные
Нототениевидные (лат. Notothenioidei) — автохтонно-антарктический подотряд лучепёрых рыб из отряда окунеобразных. По последним оценкам в подотряде насчитывается около 156 видов рыб, объединяемых в 8 семейств и 48 родов. Нототениевидные рыбы населяют главным образом воды Антарктики и в значительно меньшей степени нотальные (умеренные) морские воды ближайших к Антарктиде островов, а также встречаются у Новой Зеландии и южных оконечностей Южной Америки и Австралии.

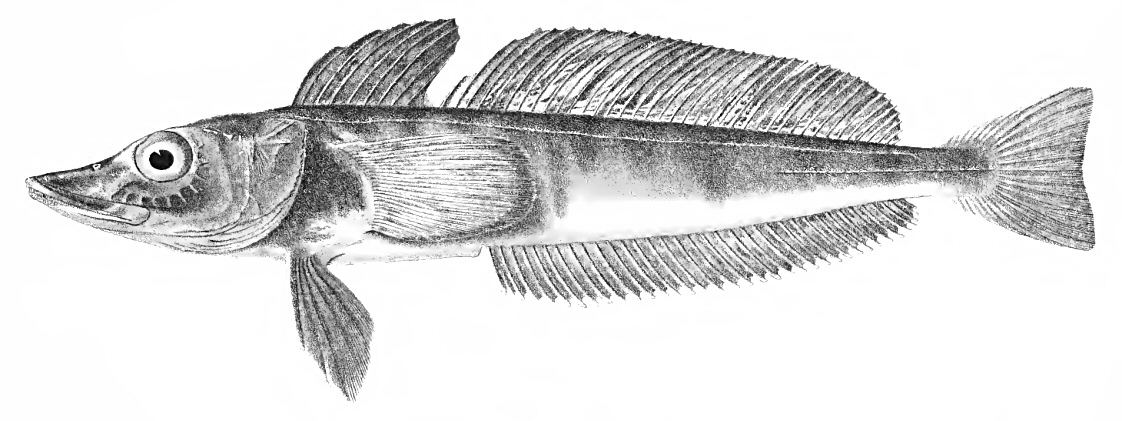
Щуковидная белокровка (Champsocephalus gunnari) является ценным промысловым видом в районе острова Южная Георгия и островов Кергелен

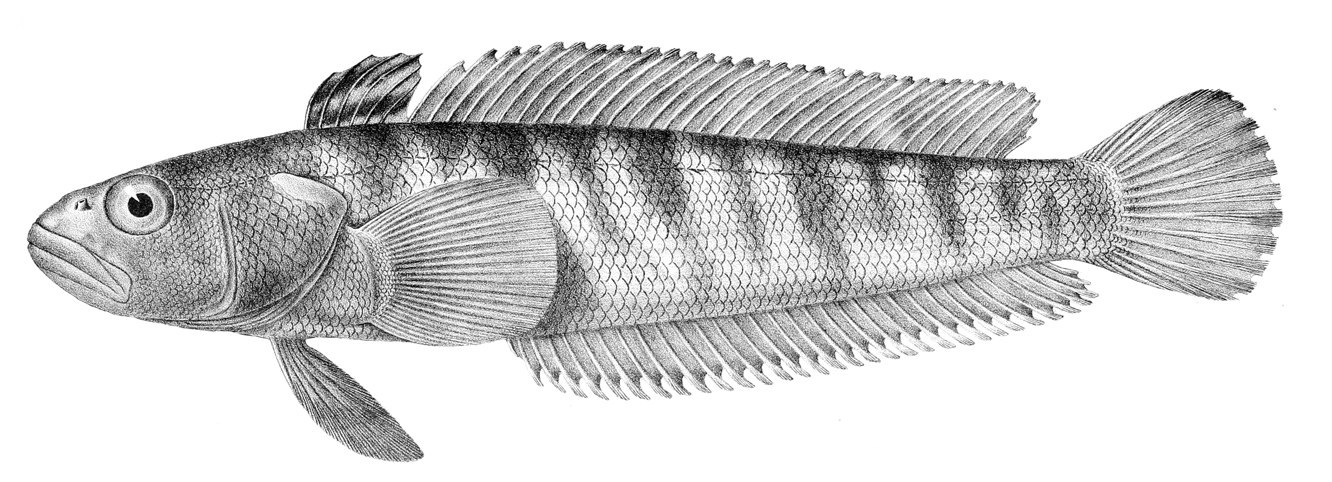
Патагонская нототения Рамсея (Patagonotothen ramsayi) промышляется у берегов аргентинской Патагонии

Среди нототениевидных встречается несколько промысловых видов, из которых в настоящее время промыслом охвачены патагонская нототения Рамсея (Patagonotothen ramsayi, коммерческие названия «нототения» или «морской судачок»), периодически ловят — щуковидную белокровку (Champsocephalus gunnari), идущую в продажу под коммерческим названием «ледяная рыба», а также два вида клыкачей — патагонский клыкач (Dissostichus eleginoides) и антарктический клыкач (Dissostichus mawsoni), продающихся под общим названием «клыкач». В эпоху Советского Союза недолгое время в продаже на рынке были ещё 3—4 вида: мраморная нототения (Notothenia rossi, коммерческое название «нототения»), желтопёрая патагонская нототения (Patagonotothen guentheri — «желтопёрка»), чешуеглазая нототения, или серая нототения (Lepidonotothen squamifrons — «сквама») и зелёная нототения (Gobionotothen gibberifrons — «океанический бычок»). У берегов Южной Америки, в Патагонии, одним из объектов прибрежного рыболовства является представитель семейства патагониевых — макловина (Eleginops maclovinus).

## Происхождение
Современные представители подотряда являются донными, придонно-пелагическими и пелагическими рыбами, произошедшими от типично донных предковых форм, начавших обособляться от других окунеобразных рыб около 75—50 млн лет назад с началом финальной фрагментации древнего суперконтинента Гондваны. Об этом свидетельствуют наиболее примитивные представители подотряда — виды родов  Halaphritis (сем. бовихтовые) и Pseudaphritis (сем. конголлиевые), обитающие в настоящее время в Юго-восточной Австралии. Эволюция и основные процессы видообразования у нототениевидных рыб в Антарктике протекали в условиях полной изоляции от остальной части Мирового океана. Основным толчком к бурной эволюции и последующей радиации видов у древних антарктических нототениевидных послужило обособление Антарктиды от Южной Америки в третичном периоде (миоцен) около 20—13 млн лет назад и образование Антарктического циркумполярного течения, изолировавшего южную полярную область от остальных океанов и сыгравшего важную роль в значительном похолодании этой области и формировании Южного океана.

## Характеристика подотряда Нототениевидные

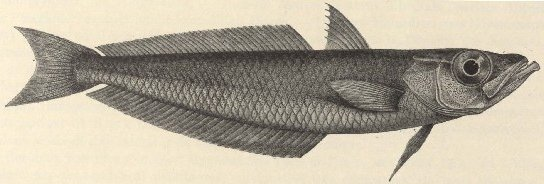
У вторично-пелагического стайного вида нототениевых — антарктической серебрянки (Pleuragarmma antarcticum) сельдевидная форма тела

Тело вытянутое, уплощенное латерально или округлое в поперечном сечении в хвостовой части, иногда бычковидное, пуголовковидное или сельдевидное; обычно покрыто ктеноидной чешуёй, изредка циклоидной чешуёй, иногда голое. Одна пара ноздрей. Жаберная крышка часто вооружена шипом или несколькими шипами. В основаниях плавников шипы отсутствуют. Спинных плавников обычно два, реже один. Колючие лучи в первом спинном плавнике, как правило гибкие, не жёсткие и не острые (за исключением нескольких видов), иногда очень мягкие. Грудные плавники широкие, веерообразные. Брюшные плавники югулярные — расположены несколько впереди уровня оснований грудных плавников; содержат один нечленистый и пять (изредка четыре) ветвистых лучей. На теле обычно от одной до трёх, редко пять туловищных боковых линий, представленных трубчатыми чешуями или плотными костными пластинками, в которых проходит канал боковой линии, а также прободёнными и непрободёнными чешуями, на поверхности которых сидят свободные невромасты. В жаберной перепонке 5—9 лучей. В хвостовом плавнике 10—19 основных лучей, сидящих на гипуралиях. Рёбра развиты плохо или отсутствуют. Плавательный пузырь отсутствует. В скелете пояса грудного плавника имеются только 3 радиалии — широкие и уплощённые косточки, к которым прикрепляются плавниковые лучи.
Почти все нототениевидные являются рыбами мелкого или среднего размера, не достигающими общей длины 50—60 см. Лишь несколько видов превышают общую длину 80 см, а два вида клыкачей являются очень крупными — более 2 м в длину.

## Список семейств
В состав подотряда входят следующие 8 семейств:
- Artedidraconidae — бородатковые, или антарктические бородатки
- Bathydraconidae — батидраковые, или антарктические плосконосы
- Bovichtidae — бовихтовые, или щекороговые
- Channichthyidae — белокровковые, или ханнихтиевые
- Eleginopidae — патагониевые
- Harpagiferidae — харпагиферовые, или антарктические рогатки
- Nototheniidae — нототениевые
- Pseudaphritidae — конголлиевые

## Обзор семейств
- Антарктические бородатки, или бородатковые (лат. Artedidraconidae):

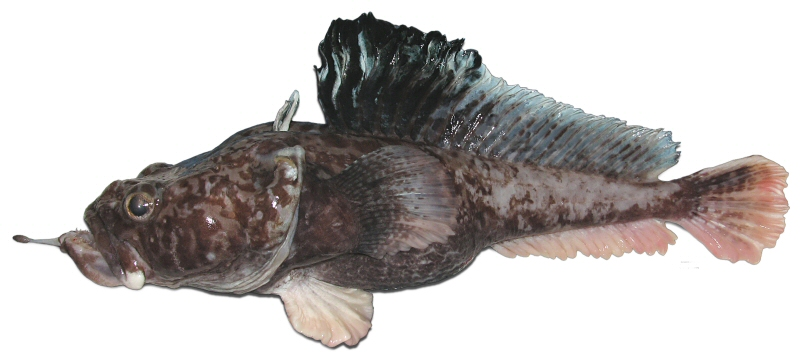
Хмелеусая бородатка (Pogonophryne neyelovi)

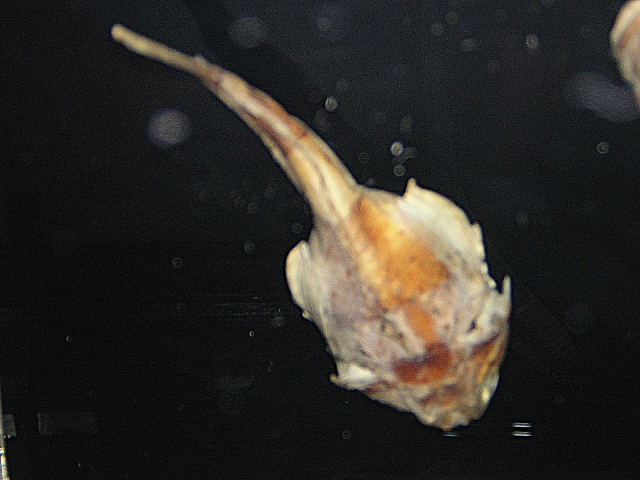
Антарктическая рогатка (Harpagifer antarcticus)

Форма тела бычковидная или пуголовковидная с крупной головой. Тело голое; чешуи в виде плотных костных пластинок присутствуют лишь боковых линиях. Рыло очень короткое, примерно равное диаметру орбиты. На жаберной крышке имеется крупный уплощенный крючковидный оперкулярный шип, направленный назад и вверх. Рот крупный, слабовыдвижной, конечный, иногда верхний, с заметно выдающейся вперёд нижней челюстью. На подбородке имеется усик, заметно варьирующий в длину и в особенностях строения у разных видов. Зубы на челюстях мелкие щетинковидные или конусовидные, слегка загнутые внутрь рта. На нёбных костях и сошнике зубы отсутствуют. Жаберные мембраны широко приращены к истмусу. Два спинных плавника. Хвостовой плавник закруглённый. Боковых линий две — дорсальная и медиальная. Жаберные лепестки и кровь красные.
Морские, донные, одиночные, малоподвижные, прибрежные и глубоководные виды, обитающие в широком диапазоне глубин — от 5 до 2542 м. Мелкие и среднего размера рыбы, достигающие общей длины 36 см. Распространены в высокоширотной Антарктике и у острова Южная Георгия. В семействе насчитывается более 30 видов в 4 родах, которые ранее относили к семейству антарктических рогаток (Harpagiferidae). В настоящее время интенсивно описываются новые глубоководные виды пуголовковидных бородаток рода Pogonophryne.
- Антарктические плосконосы, или батидраковые (лат. Bathydraconidae):

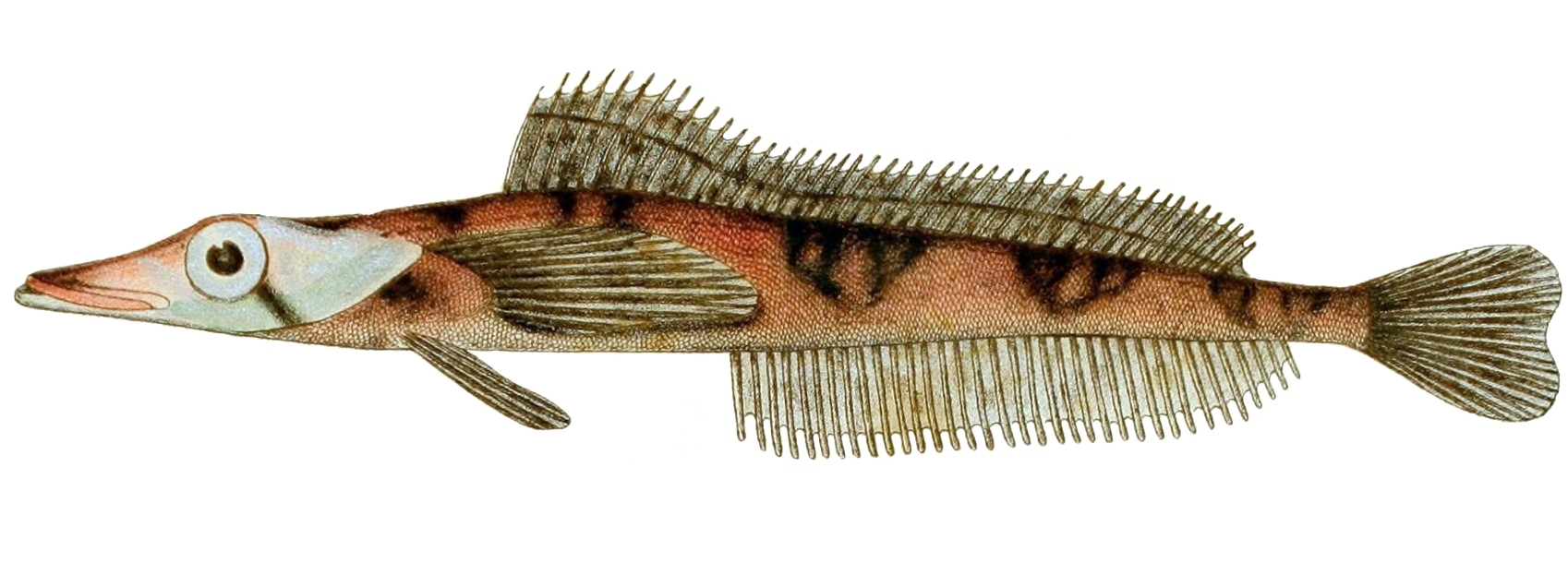
Южная жерляшия (Gerlachea australis)

Тело низкое, сильно удлинённое, почти полностью цилиндрическое в поперечном сечении или уплощённое дорсовентрально в головной части. Кожа покрыта ктеноидной чешуёй, костными пластинками или голая. Голова умеренная в длину или очень длинная за счёт развитого рыла. Рыло варьирует по форме и длине у разных видов — от относительно короткого и заострённого на вершине до уплощённого дорсовентрально и очень длинного, составляющего до половины длины головы. Жаберная крышка невооружённая или несёт направленный назад крючковидный или прямой шип. Рот большой, невыдвижной, с прямой ротовой щелью, как правило конечный, иногда верхний — с далеко выдающейся вперёд нижней челюстью. Зубы на челюстях обычно мелкие конические, у некоторых видов — довольно крупные клыковидные. На нёбных костях и сошнике зубы отсутствуют, кроме рода Vomeridens, у которого зубы имеются также на сошнике. Жаберные мембраны приращены к истмусу. Спинной плавник один, очень длинный, без колючих лучей. Анальный плавник как правило короче спинного, без колючих лучей. Хвостовой плавник обычно закруглённый, иногда усечённый, изредка слабовыемчатый. Одна—три или пять боковых линий, представленных трубчатыми, прободёнными или непрободёнными чешуями. Жаберные лепестки и кровь красные.
Морские, донные, одиночные, прибрежные и глубоководные рыбы, обитающие в широком диапазоне глубин — от литорали до батиальных глубин 3000 м. Рыбы небольшого (от 13 см стандартной длины), среднего и крупного размера — до 59 см стандартной длины. Распространены в высокоширотной Антарктике и в Западной Антарктике вдоль островной дуги моря Скоша вплоть до Южной Георгии. В семействе насчитывается около 16—17 видов в 11 родах.
- Антарктические рогатки, или харпагиферовые (лат. Harpagiferidae):

Форма тела бычковидная или пуголовковидная, при взгляде сверху и снизу, с крупной головой. Тело голое, чешуи (костные пластинки) имеются лишь в боковых линиях. Голова относительно большая и высокая. Рыло короткое. Жаберная крышка (крышечная и подкрышечная кости) вооружена мощными прямыми шипами, направленными назад. Рот конечный, выдвижной, с несколько косой ротовой щелью. Усик на подбородке отсутствует. Зубы на челюстях мелкие. На нёбных костях и сошнике зубы отсутствуют. Жаберные мембраны широко приращены к истмусу. Два спинных плавника, разделённых междорсальным промежутком. Первый спинной плавник с довольно жёсткими (не мягкими, как у антарктических бородаток) колючими лучами. Хвостовой плавник закруглённый. Две боковых линии — дорсальная и медиальная, представленные трубчатыми чешуями. Имеются хорошо окостеневшие нижние рёбра. Жаберные лепестки и кровь красные.
Морские, донные, одиночные, прибрежные рыбы, населяющие литораль с каменистым дном и зону шельфа с глубинами до 180 м. Литоральные виды легко обнаружить во время отлива под камнями в оставшихся лужицах. Распространены главным образом у южной оконечности Южной Америки вдоль побережья Патагонии и циркумполярно у субантарктических островов. Один вид — антарктическая рогатка (Harpagifer antarcticus) встречается в антарктических водах у Антарктического полуострова, а также вдоль островной дуги моря Скоша — у Южных Шетландских, Южных Оркнейских и Южных Сандвичевых островов. Антарктические рогатки являются самыми мелкими рыбами среди нототениевидных — их общая длина не превышает 9—12 см. Семейство представлено одним родом Harpagifer, насчитывающем около 10—11 видов.
- Белокровковые, или ханнихтиевые (лат. Channichthyidae):

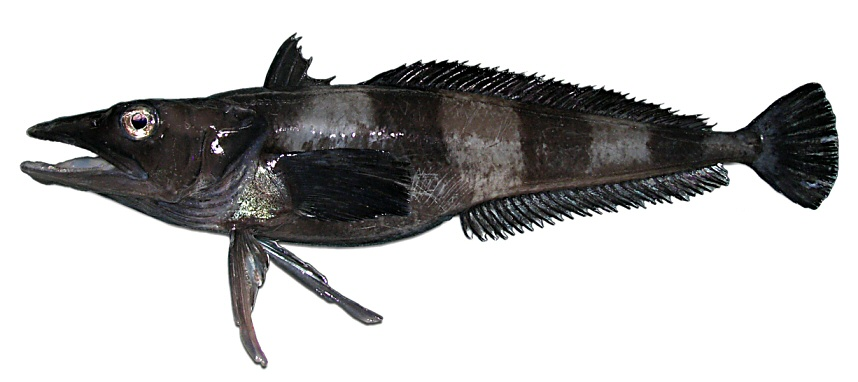
Глубинная белокровка (Chionobathyscus dewitti)

Форма тела удлинённая, хвостовая часть туловища округлая или овальная в сечении. Тело голое, чешуи (костные пластинки) иногда могут присутствовать лишь в боковых линиях. Рыло широкое, дорсовентрально уплощённое, часто веслообразное, довольно длинное, составляет от трети до почти половины длины головы; на вершине рыла может присутствовать небольшой острый или сильно редуцированный сглаженный шип. На жаберной крышке имеется хорошо развитый простой или сложный многовершинный шип. Рот очень большой, конечный, невыдвижной, с прямой ротовой щелью. Зубы на челюстях мелкие конические, расположенные в несколько рядов. На нёбных костях и сошнике зубы отсутствуют. Жаберные перепонки узко приращены к межжаберному промежутку и образуют над ним свободную складку. Спинных плавников два. Хвостовой плавник усечённый или закруглённый, изредка слабовыемчатый. Две или три боковых линии. Жаберные лепестки белые. Кровь бесцветная (желтоватая), лишённая эритроцитов и гемоглобина.
Морские, донные или придонно-пелагические, одиночные или стайные рыбы, главным образом прибрежные виды, кроме одного глубоководного (глубинная белокровка). Рыбы среднего размера или крупные — до 77 см общей длины. Распространены в Антарктике, за исключением одного вида — щучьей белокровки, обитающей в нотальных водах Фолклендско-патагонского региона Южной Америки и в Магеллановом проливе. В семействе насчитывается около 25 видов в 11 родах.
- Бовихтовые, или щекороговые (лат. Bovichtidae):

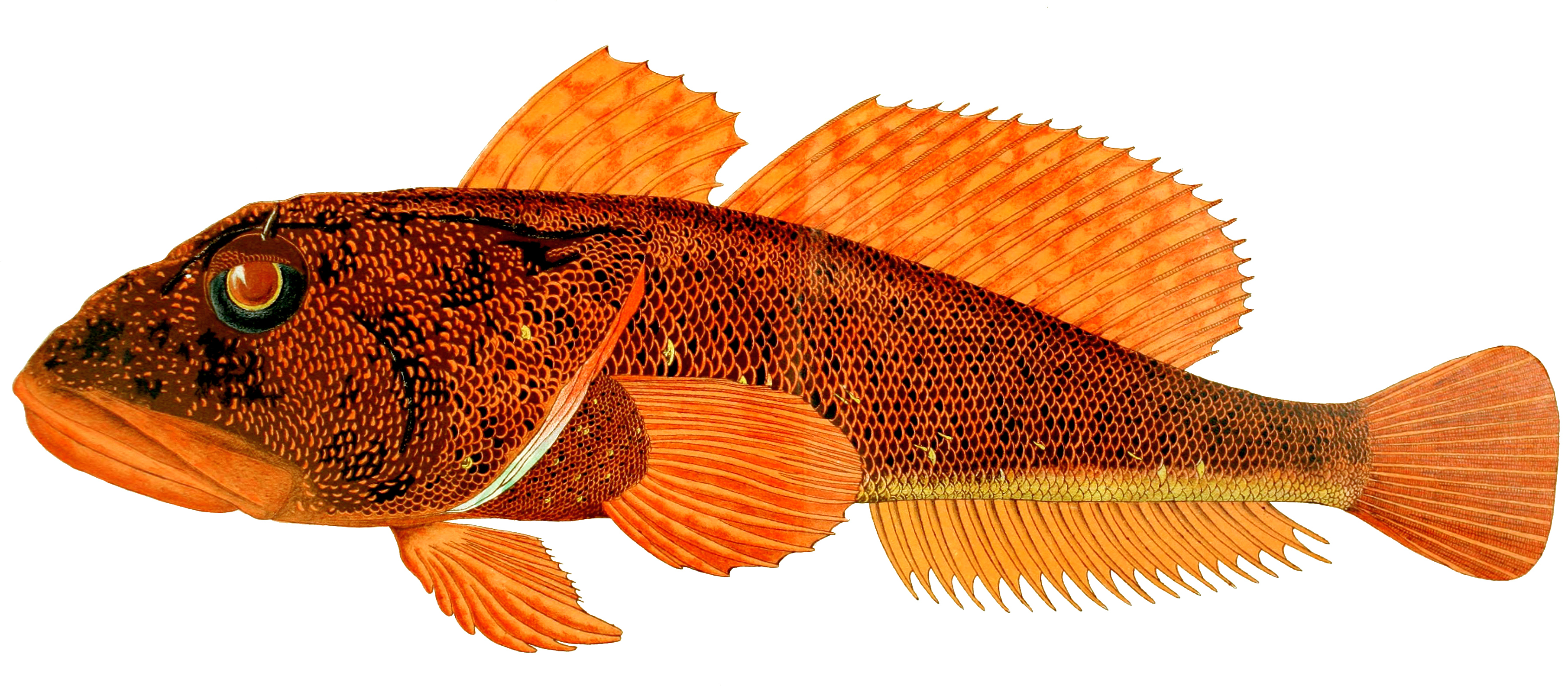
Бычковидный щекорог (Cottoperca gobio)

Тело удлинённое, бычковидное, с довольно крупной головой, сжатое с боков в хвостовой части. Кожа голая, за исключением боковой линии, в которой присутствуют трубчатые чешуи. Рыло короткое. Рот относительно небольшой, конечный, выдвижной. Мелкие конические зубы имеются на челюстях, а также (в отличие от большинства других нототениевидных рыб) на нёбных костях и сошнике. На крышечной кости развит мощный шип. Жаберные перепонки не приращены к межжаберному промежутку. Два спинных плавника, разделённых узким междорсальным пространством. В первом спинном плавнике колючие лучи, во втором — членистые. Боковая линия одна. Жаберные лепестки и кровь красные. В семействе насчитывается около 10 видов в 3 родах
Морские, донные, одиночные, прибрежные рыбы, населяющие преимущественно литораль и неглубокие участки шельфа. Главным образом мелкие и среднего размера рыбы с единственным крупным видом — бычковидным щекорогом (Cottoperca gobio), достигающим 80 см общей длины. Преимущественно не антарктические рыбы, за исключением чилийского щекорога (Bovichtus chilensis), встречающегося также у Антарктического полуострова. Все прочие виды имеют периантарктическое распространение и обитают в нотальных и субтропических водах Южной Америки, Австралии, Новой Зеландии и у некоторых океанических островов — Тристан-да-Кунья, Сен-Поль.
- Нототениевые (лат. lang-la, Nototheniidae):

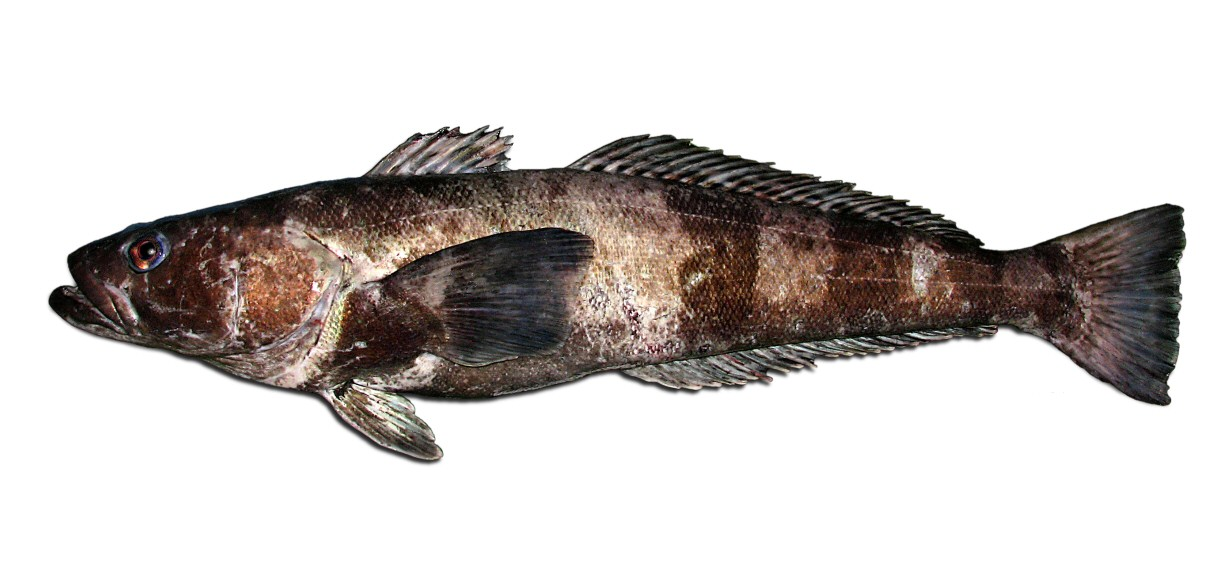
Антарктический клыкач (Dissostichus mawsoni)

Тело удлинённое, сжатое с боков в хвостовой части, полностью покрытое чешуёй, как правило ктеноидной, у некоторых видов — полностью циклоидной, легко опадающей. Рыло более или менее сжато с боков и относительно короткое — менее трети длины головы. Рот конечный (иногда полунижний или полуверхний), маленький, средний или большой, с горизонтальной или косой ротовой щелью; верхняя челюсть слабовыдвижная. Крышечная и предкрышечная кости как правило без шипов. Зубы на челюстях мелкие щетинковидные, конические или клыковидные. На нёбных костях и сошнике зубы отсутствуют. Жаберные перепонки обычно приращены к межжаберному промежутку и формируют над ним короткую свободную складку. Два спинных плавника. Хвостовой плавник закруглённый, усечённый или выемчатый. Боковых линий обычно от одной до трёх (дорсальная, медиальная и анальная), представленных трубчатыми и прободёнными чешуями. Жаберные лепестки и кровь красные.
Морские, донные, придонно-пелагические и пелагические рыбы, одиночные или образующие скопления. Главным образом прибрежные виды, иногда глубоководные; некоторые виды встречаются далеко от континентальных побережий — на «шельфе» океанических островов или в талассобатиали подводных гор (гайотов). Размеры у разных видов варьируют от мелких (не более 15—20 см общей длины) до очень крупных (более 2 м общей длины, как у клыкачей). Распространены в Антарктике, у субантарктических островов и в нотальных водах Южной Америки в Фолклендско-патагонском регионе. Семейство включает по разным данным от 50 до 61 вида, объединяемых в 13-16 родов.
- Конголлиевые (лат. Pseudaphritidae):

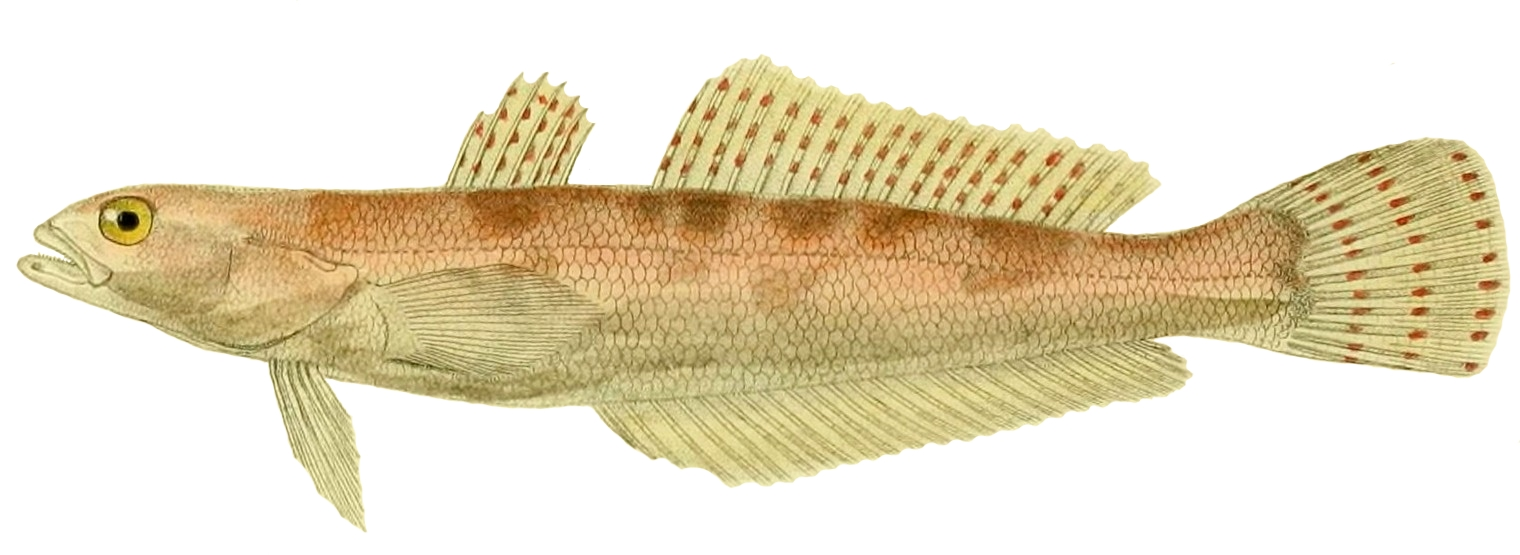
Конголли (Pseudaphritis urvillii)

Тело удлинённое, низкое, почти цилиндрическое в поперечном сечении, покрытое чешуёй. Голова и рыло умеренной длины, голова несколько сжата дорсовентрально, рыло заострённое. Рот большой, конечный, задний край верхней челюсти простирается до вертикали, проходящей перед зрачком; нижняя челюсть несколько выдаётся вперёд. Зубы имеются на челюстях, а также на нёбных костях и сошнике. Глаза небольшие, расположены довольно высоко — у самого верхнего контура головы. Два спинных плавника, разделённых небольшим междорсальным пространством. В первом, более коротком спинном плавнике, колючие лучи, во втором, довольно длинном плавнике — лучи членистые. Анальный плавник длинный, немного больше второго спинного плавника, расположен почти симметрично под вторым спинным плавником. Хвостовой плавник слабо закруглённый или усечённый. Боковая линия одна. Жаберные лепестки и кровь красные. Один вид в семействе и единственный пресноводный представитель подотряда — конголли (Pseudaphritis urvillii), который ранее относили к семейству бовихтовых.
Катадромный, пресноводный, солоноватоводный и морской вид, ведущий донно-придонный, преимущественно донный образ жизни, часто закапывается в мягкий грунт. Периантарктический вид, обитающий в условиях умеренного климата Юго-восточной Австралии и Тасмании. Встречается в низовьях ручьёв и речек со слабым течением, а также в озёрах, эстуариях и морских водах. Для нереста самки предпринимают катадромные миграции из пресных вод в солоноватоводные эстуарии и морские воды. Взрослые самцы, вероятно, постоянно обитают в эстуариях и морской воде. Рыбы среднего и мелкого размера, достигающие общей длины 36 см.
- Патагониевые (лат. Eleginopidae):

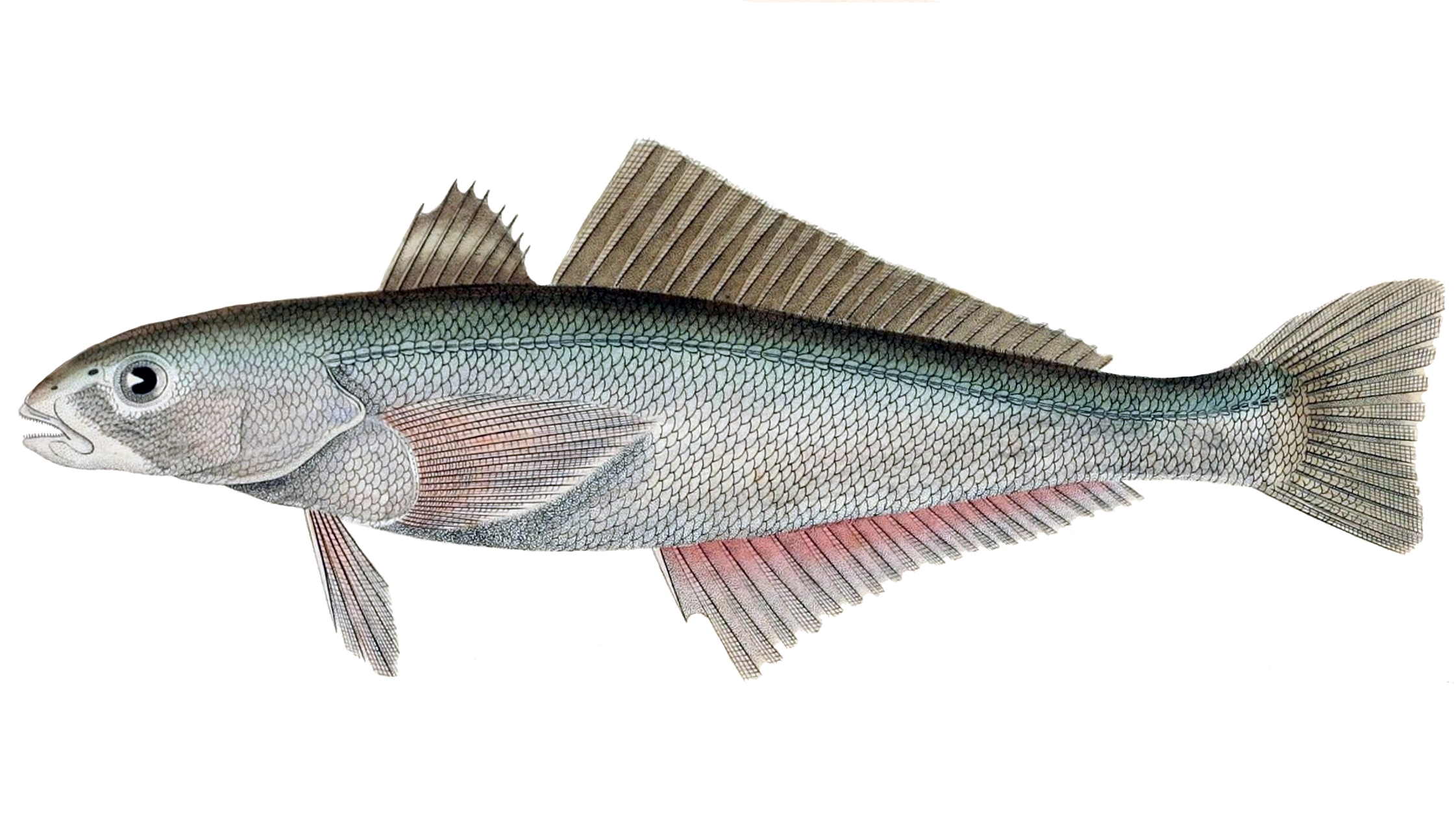
Макловина (Eleginops maclovinus)

Тело удлинённое, веретеновидное, несколько сжатое с боков, покрытое чешуёй. Голова небольшая, рыло короткое притуплённое, глаза маленькие. Рот конечный, относительно маленький, угол рта не достигает уровня начала орбиты. Два спинных плавника, разделённых узким междорсальным промежутком. Зубы имеются на челюстях. На нёбных костях и сошнике зубы отсутствуют. Хвостовой плавник усечённый или слегка выемчатый. Боковая линия, как правило, одна. Жаберные лепестки и кровь красные. В семействе один вид Eleginops maclovinus, который ранее относили к семейству нототениевых.
Морской, эвригалинный, эвритермный, прибрежный, донно-придонный вид, встречающийся на литорали в приливно-отливной зоне, в распреснённых эстуариях и в устьях рек во время приливов. Периантарктический вид, обитающий в условиях умеренного и субантарктического климата у южной оконечности Южной Америки у берегов аргентинской и чилийской Патагонии, в Магеллановом проливе и проливе Бигль (самая южная точка распространения), а также у Фолклендских островов. Нерест происходит в эстуариях при низкой солёности воды. Рыбы крупного размера — до 90 см общей длины.